# Piotr Damiani
Piotr Damiani EC (wł. Pietro Damiani; ur. w styczniu 1007 w Rawennie, zm. 22 lutego 1072 w Faenzy) – włoski eremita, biskup Ostii, kardynał, święty katolicki, doktor Kościoła.

## Życiorys
Urodził się w styczniu 1007 roku w Rawennie. Pochodził z niezbyt ubogiej rodziny, miał krewnych wśród rodów patrycjuszowskich. Miał liczne rodzeństwo, m.in. braci Damiana i Marinusa oraz siostry Rodelindę i Sufficję. Został porzucony przez matkę, a jego wychowaniem zajęła się żona jednego z kapłanów. Była ona daleką krewną ojca Piotra i namówiła jego matkę by przyjęła chłopca z powrotem. Piotr w młodości stracił oboje rodziców, a jego wychowaniem zajął się starszy brat Damian, archiprezbiter w Rawennie. Początkowe nauki pobierał w rodzinnym mieście, a następnie w Faenzy i Parmie. Następnie uzyskał stopień mistrza sztuk wyzwolonych i został nauczycielem w Rawennie. W 1035 roku został eremitą w Fonte Avellana. W następnych latach przebywał w innych klasztorach m.in. w Pomposie i pod Urbino, a także spisał biografię św. Romualda. W 1043 roku został opatem w Fonte Avellana i skupił się na rozbudowie kolonii eremickich, które zostały połączone w kongregację kamedulską. Wymagał od mnichów ścisłego przestrzegania reguły św. Benedykta, postu, ascezy i całkowitego odseparowania od świata zewnętrznego.
W 1057 roku Stefan IX kreował go kardynałem biskupem i nadał diecezję suburbikarną Ostia, jednocześnie powołując go na funkcję prior episcoporum ac omnium cardinalium. Damiani wielokrotnie usiłował odmówić przyjęcia tych godności i dopiero groźba ekskomuniki sprawiła, że zgodził się je przyjąć. Rok później, kiedy rzymska szlachta wybrała kardynała Giovanniego Minciusa na antypapieża, Damiani musiał uciec z Rzymu. Wraz z innymi kardynałami pojechał do Sieny, gdzie wybrali biskupa Florencji Gerarda z Burgundii. Trzy lata później Piotr wziął udział w pierwszej formalnej papieskiej elekcji, która obrała biskupa Lukki Anselma da Baggia. W 1063 roku rozstrzygał spór pomiędzy Hugonem z Cluny a biskupem Mâcon, Drogonem. W 1067 roku zrezygnował z funkcji biskupa. Dwa lata później udał się na synod do Frankfurtu, gdzie przekonał cesarza Henryka IV by nie rozwodził się z żoną Bertą. W styczniu 1072 roku udało mu się doprowadzić do tego by archidiecezja w Rawennie podporządkowała się prawowitemu papieżowi. Zmarł 22 lutego tego samego roku w Faenzy.
Jako pierwszy biskup i teolog zaczął głosić teorię o dwóch kluczach, które Chrystus przekazał Świętemu Piotrowi (por. Mt 16,19). Jeden z nich miał symbolizować władzę duchowną, zaś drugi świecką. W swojej teorii utrzymywał, że władza świecka i duchowa są od siebie różne, ale równe. Potwierdzał w ten sposób doktrynę papieża Gelazjusza I, mówiącą o dwuwładzy.
Relikwie
Jego relikwie znajdują się w katedrze w Faenzy.
Ikonografia
W ikonografii święty jest przedstawiany jako biskup w mitrze, jako kardynał lub jako mnich w habicie.
Atrybuty
Jego atrybutami są: anioł trzymający kapelusz kardynalski, czaszka, krucyfiks.
Aprobata kultu
W 1828 roku papież Leon XII zatwierdził kult Piotra Damianiego i ogłosił doktorem Kościoła.
Dzień pamięci
Wspomnienie liturgiczne obchodzone jest 21 lutego.
W literaturze
Dante Alighieri umieścił go w swojej Boskiej Komedii w Raju – pisze o nim w 21 Pieśni.

## Prace
- De Divina Omnipotentia – O boskiej wszechmocności,
- Dominus vobiscum – Bóg z Wami,
- Żywot Romualda,
- Zakon pustelniczy,
- Officium Beatae Virginis,
- Liber Gomorrhianus,
- De Institutione monialis – dziełem tym napisanym ok. 1057 roku chciał zapobiec rozkładowi kultury Zachodu na wzór tego, czego dopatrywał się w dekadenckim Bizancjum. Znajduje się w nim pierwsze historyczne świadectwo użycia widelców w Europie, w którym to zwyczaju bizantyjskiej żony weneckiego szlachcica dostrzegł przyczynę jej śmierci w czasie epidemii[16],
- Disceptatio synodalis,
- De Sancta Simplicitate,
- Liber Gratissimus.

## Bibliografia

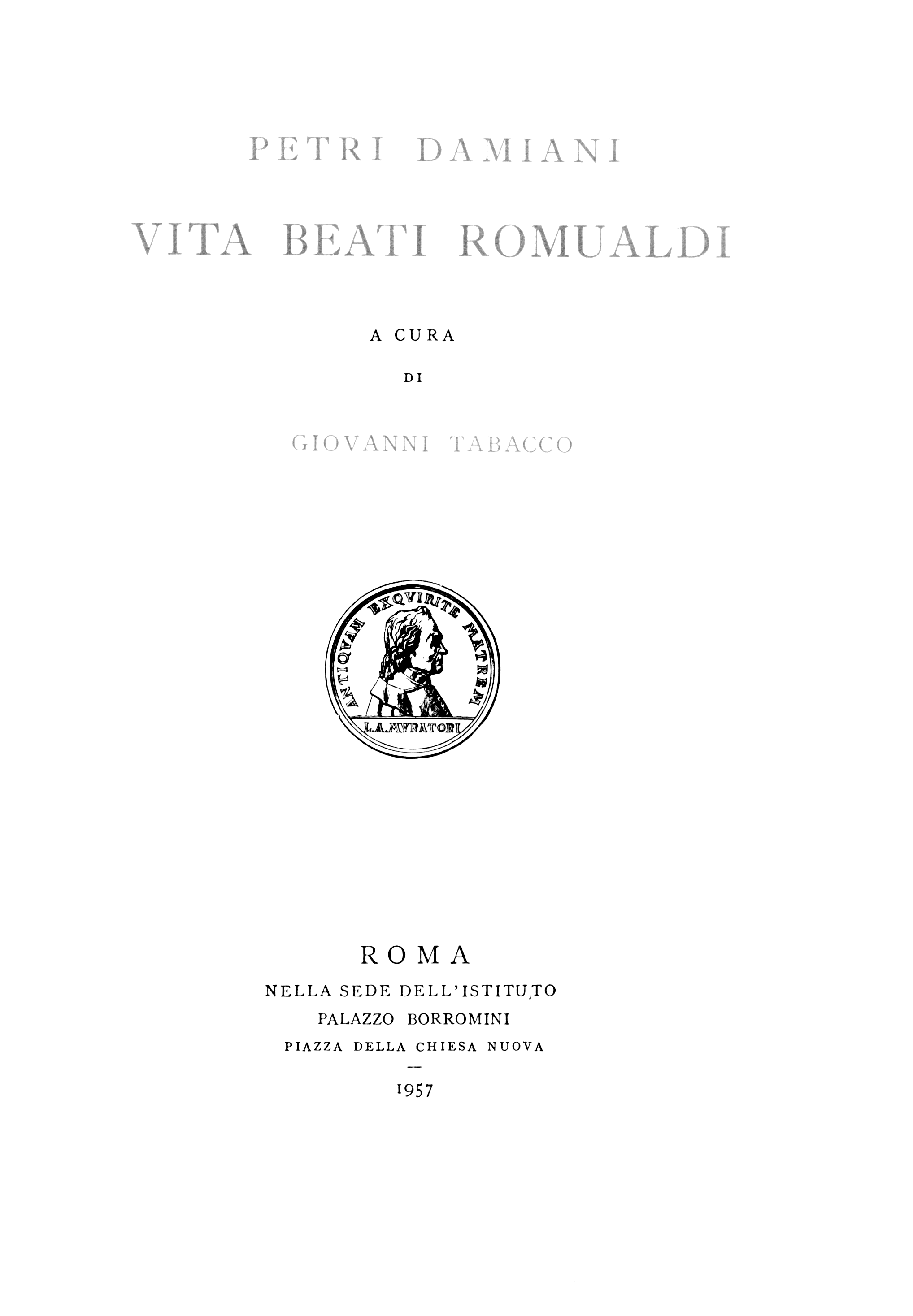
Vita Beati Romualdi